# Чехи в Україні
Чехи — національна меншина в Україні. У середині ХХ ст. їхня кількість становила понад 50 000 осіб. Після Другої світової війни більшість українських чехів переселились в Чехословаччину. Станом на 2001 рік в Україні проживало 5917 чехів.

## Історія

### Початок переселення Чехів в Україну
У висліді господарських, військових й культурних зв'язків між Чехією й українськими землями невеликі групи чехів селилися на Русі-Україні з XIII століття. Польський хронікар Ян Длуґош згадує, що під час голоду в Чехії 1281-1282 деяке число чехів оселилося в Галицькому князівстві. За Юрія II Болеслава були в його оточенні і серед місцевої шляхти вихідці з Чехії й Моравії; одним з дорадників князя був Юрій Хотко, син Єроміра, а Хотко Отек був призначений луцьким палатином.
За Володислава Опольчика прибували торгівці, ремісники, а також деякі шляхетські роди (Врани). Серед римо-католицького священства на руських землях також були чехи, у тому числі дехто з єпископів. Згодом у польському війську перебували чеські наймані «роти», головно над Дністром, що виконували там охоронну службу на польсько-молдавському кордоні (рота Кани на кінець XV — початок XVI століття). Ян Чернін командував експедицією на Молдавію 1509 року. В Україні й Литві чехи були відомі як гармаші в польських залогах і замках.
Індивідуально селилися чехи в Перемишлі, Коломиї, Холмі, а головним чином у Львові, який з XV століття став містом, яке притягало з уваги на своє господарське значення колоністів з чеських і німецьких земель. Серед львівських міщан було на той час уже кілька прізвищ з додатком «Чех», «Чеський». Один з них Ніколас Богемус побудував каплицю на честь святих Віта, Вацлава і Прокопа. У XV столітті війтом Львова був Альберт Чех Тучампський (лат. Albertus dictus Czech de Tuczamp). У результаті релігійних війн у Чехії, а зокрема після Білогорської битви, на західно-українські землі заїжджали втікачі з чесько-братської спільноти. Діяч цієї спільноти Ян Брож (лат. Brosius) разом з своїми однодумцями поселився в 1630-х pp. на Підляшші у Володаві; тут 1634 відбувся з'їзд представників чес.-братських громад Польщі й Литви, в якому брав участь Я. Коменський.
Чехи були пов'язані з українським козацтвом. За однією з гіпотез, серед організаторів козацтва був чеський князь Фрідріх Острозький (за Ф. Палацьким, В. Антоновичем); цей погляд заперечував М. Костомаров. Чес. впливи помітні в термінології коз. війська, організації табору, військ. тактиці. З коз. старшин відомий рід Орликів (екзильний гетьман Пилип Орлик), який веде свій початок від чехів.
На послугах Петра І був ген. Ян Бернар Вейсбах, який брав участь у Полтавській битві. 1735 він став київським губернатором, одержав від царя великі посілості, що належали Мазепі та його старшині. На цих землях Вейсбах розвинув госп. діяльність, зокрема в текстильній промисловості.

### Українські чехи у ХІХ ст.
У 18-19 вв. на укр. землях були відомі Ч. музиканти, які з своїми капелами (hudby) мандрували від міста до міста. Уславилися цією діяльністю Ян Богумір Прач, А. Єдлічка і Я. Ландвара. Постійно приїжджали в Україну купці, ремісники, а до Галичини і Буковини Ч. як австр. службовці. Популярними були чес. броварі.
Переселення чехів з Австро-Угорщини на територію України почалося ще в першій половині XVIII століття. Катерина II заселяла Крим і запрошувала на півострів багатьох європейців, в тому числі і чехів. Тоді бл. 170 чеських сімей зважилися поміняти місце проживання. Другий, більш масовий, етап чеської колонізації в Україні розпочався в другій половині XIX ст. Після скасування кріпосного права впродовж 60-70-х років виникли перші чеські поселення, переважно у Волинській губернії. У Подільській губернії в цей час з'явились чеські поселення Людгардівка і Чехівка, у Таврійській губернії (Криму) — колонія Табор-Царевич.
З 1870 р. чеські переселенці на Волині приймали російське підданство й отримували право організовувати окремі общини та волості, російський уряд гарантував їм свободу віросповідання і звільняв на 5 років від будь-яких платежів і податей, а також військової служби. У 1870—1872 pp. вихідці з Богемії закупили у поміщиків 20 тис. десятин землі в центральній частині Кримського півострова. Це стало початком заснування тут невеликих чеських колоній. Активне переселення чехів у Крим і прилеглі землі призвели до виникнення нових поселень на півдні України. Так, у Таврійській губернії з'явилася Новгородовка, а в Херсонській — с. Богемка.
У 1860-х pp. Ч. почали селитися в Україні цілими колоніями. Це була хліборобська еміграція, гол. на Волині. У Рівному створено спеціальну комісію для поселення Ч., які на вигідних умовах після скасування кріпацтва купували поміщицьку землю, гол. у Дубенському, згодом Луцькому, Острозькому, Житомирському та Володимирському пов., а також на Херсонщині, в Таврії і на Кубані. Гол. поселеннями були с.: Людгардівка (1863) на Волині, Чехівка на Поділлі, а в Криму — Табір, Богемка, Царевич, б. Мелітополя с. Чехоград. 1870 царський уряд дозволив Ч. приймати рос. підданство. Вони записувалися до сел. стану і підлягали місц. адміністрації, могли зараховувати себе до існуючих або творити свої власні волості. Так утворено 4 чес. волості: Рівенську, Дубенську, Луцьку і Купиченську; ін. чес. поселення належали до укр. волостей. Всіх чес. поселень було бл. 130, а ч. Ч. доходило на поч. 20 ст. до 65000; майже всі Ч. прийняли православ'я. Перші чес. вид. були рел.: „Český pravoslavný kalendař", a 1888 (спершу в Києві, ред. Ф. Яреш, учитель Колегії П. Ґалаґана, згодом у Житомирі). Частина Ч. залишилася протестантами (Чес. брати).
Довший час чеські поселення зберігали свій характер, хоч перебрали деякі риси побуту українського оточення; у містах асимілювалися скоріше. Завдяки добрій с.-г. техніці і чес. методам хліборобства Ч. ставали заможними, мали свої школи, пресу, товариства і кооперативи; з Чехії спроваджували с.-г. машини. Організацією і технікою господарства вони впливали на сусідніх українців.
У Києві виходили газ. „Ruský Čech" (1906-1908, ред. В. Вондрак), а згодом „Čechoslovan" (1911 — 14, 1916 — 18, ред. Б. Швігорський і В. Хорват), який за війни пропагував програму визволення Чехії і Словаччини з-під Австро-Угорщини. У серпні 1914 з місц. Ч. постала в Києві військ. організація «Чеська Дружина», що стала початком пізнішого чехословацького легіону в Україні і Росії; до них приєдналися військовополонені Ч. і словаки з австро-угор. армії, яких під кін. 1917 було понад 200 000. Короткочасно в Києві виходили „Československý Dennik" та „Československý Vojak". Тут таки мала осідок Чехо-словацька Нар. Рада з В. Чермаком на чолі, яка утримувала приязні чес.-укр. взаємини з Укр. Центр. Радою. (Про політ. чес.-укр. взаємини див. Чехо-Словаччина).
За переписом 1897 р. на території України мешкало бл. 36 тис. чехів, з них 3/4 — у Волинській губернії (27 670 осіб). Найвищою концентрацією чеського населення відзначався Дубенський повіт Волинської губернії, де вони становили 5,3 % населення (10 328 з 195 058), випереджаючи росіян та німців. 97 % чехів Волинської губернії були сільськими жителями.
Повіти з найбільшою кількістю чеськомовного населення, 1897 р.
|                            | Губернія  | Чисельність чеськомовного населення | Частка |
| Дубенський повіт           | Волинська | 10 328                              | 5,3 %  |
| Рівненський повіт          | Волинська | 4 703                               | 1,7 %  |
| Луцький повіт              | Волинська | 3 818                               | 1,5 %  |
| Острозький повіт           | Волинська | 2 696                               | 1,6 %  |
| Житомирський повіт         | Волинська | 2 621                               | 0,6 %  |
| Володимир-Волинський повіт | Волинська | 1 643                               | 0,6 %  |
| Київський повіт            | Київська  | 1 139                               | 0,2 %  |
| Радомисльський повіт       | Київська  | 1 106                               | 0,4 %  |

### Українські чехи за часів Революції 1917-1921 років та в повоєнний період
В УНР за чеською меншістю визнавалися права, згідно з законом про нац.-персональну автономію. У лютому — березні 1918 лише мала частина укр. Ч. від'їхала на сх., з відступаючими частинами чес. легіону, переважне ч. їх лишилося в Україні. За Ризьким договором, бл. 20 000 опинилося в Польщі. В УССР за 1920-х pp. існувало 13 чес. сільрад, були чес. початкові школи, 1926 всіх Ч. в УССР і Крим. АССР жило 17 500.
За другої світової війни знову Ч., т. зв. волинські, підтримали заходи творити чехо-словацькі військ, частини, вступивши в 1944 до Чехо-словацьког бригади. На підставі чехо-словацько-сов. угоди про обмін населення 1945, частина Ч. виїхала з України на батьківщину. Залишилося кільканадцять тис., гол. у Волинській обл.
Перед Другою світовою війною на території України проживало понад 50 тис. чехів, переважно на Волині. У 1947 р. після угоди між СРСР та Чехословаччиною почалось переселення чехів на історичну батьківщину, внаслідок якої виїхало близько 40 тис. осіб. У Чехії їх розселяли переважно у судетських районах, де до депортації проживало німецьке населення.

### Чехи в Закарпатті
Іншою групою чехів, що жили в Україні, були чес. колоністи на. Закарпатті в 1919 — 39 pp. їх призначувано сюди як службовий персонал у держ. адміністрації, до шкіл, транспорту, як старшин армії, а також селилися тут торгівці й промисловці. Розпочато навіть с.-г. колонізацію (кілька сот родин поселилися у зв'язку з зем. реформою в деяких с. півд. Закарпаття). Ч. їх зростало: 1921 — 2 000, 1930 — 21 000, 1938 — 30 000. Наявність на Закарпатті Ч. з вищою, ніж у місц. населення освітою, фаховою підготовкою і позицією представників «панівного народу» забезпечувала їм упривілейоване становище. У містах розбудовувано окремі квартали (так звані колонії), де жили переважно Ч. Впроваджено чес. шкільництво; 1935 було 3 чес. гімназії, учительська семінарія, 23 горожанські і 182 початкові школи (учнями в цих школах були переважно євреї). Ч. назагал не асимілювалися і не вивчали, поза винятками, українську мову. Натомість сприяли чехізації краю. З'являлася чисельна чес. преса. Гол. газ.: „Podkarpatské Hlasy" (двічі на тиждень, 1925 — 39), „Hlas Východu" (соціалдем. тижневик, 1928 — 33), а з 1339 — „Karpato-Ukrajinska Svoboda" і „Přechledy z Karpatské Ukrajiny". За автономної Карпато-укр. держави ч. Ч. дещо зменшилося. Їх представником у соймі був М. Дрбал. За угорської окупації всі Ч. залишили Закарпаття.

### Чехи в сучасній Україні
В теперішній час місцями найбільш компактного проживання чехів є с. Богемка Миколаївської області, с. Чехоград (колишня колонія) Запорізької області, с. Веселинівка Одеської області, с. Мала Зубівщина Житомирської області та с. Миколаївка Вінницької обл. Багато чехів проживають і у Криму, найбільш компактно — у с. Лобанове (колишня назва — Богемка) Джанкойського району та с. Олександрівка Курманського району.

## Динаміка чисельності
Динаміка чисельності чеського населення за переписами:
- 1897 — ~40 000 (в тому числі Волинська губ. — 27 670, Київська губ. — 3 294, Таврійська губ. — 1 962, Херсонська губ. — 1 351
- 1926 — ~50 000 (в тому числі Волинське воєводство РП — 30 977 ос., УРСР — 16 091 ос., Кримська обл. РРФСР — 1 419 ос.
- 1939 — ~52 000 (в тому числі УРСР — 14 786, Кримська обл. РРФСР — 1 674)
- 1959 — 14 539
- 1970 — 12 073
- 1979 — 10 589
- 1989 — 9 122
- 2001 — 5 917

Найбільша кількість чехів у 2001 р. зафіксована у Житомирській області — 839, Запорізькій області — 808, Криму — 749 та Одеській області — 503.
Розселення чехів по регіонах у 1989 і 2001 рр.
| регіон                    | 1989 | 2001 |
| Крим і Севастополь        | 864  | 749  |
| Вінницька область         | 612  | 431  |
| Волинська область         | 231  | 127  |
| Дніпропетровська область  | 198  | 106  |
| Донецька область          | 270  | 170  |
| Житомирська область       | 1835 | 839  |
| Закарпатська область      | 516  | 320  |
| Запорізька область        | 832  | 808  |
| Івано-Франківська область | 68   | 26   |
| Київська область          | 244  | 115  |
| Кіровоградська область    | 59   | 41   |
| Луганська область         | 129  | 78   |
| Львівська область         | 321  | 160  |
| Миколаївська область      | 468  | 344  |
| Одеська область           | 621  | 503  |
| Полтавська область        | 52   | 49   |
| Рівненська область        | 657  | 333  |
| Сумська область           | 20   | 13   |
| Тернопільська область     | 48   | 22   |
| Харківська область        | 92   | 57   |
| Херсонська область        | 153  | 65   |
| Хмельницька область       | 105  | 69   |
| Черкаська область         | 51   | 28   |
| Чернівецька область       | 54   | 32   |
| Чернігівська область      | 27   | 26   |
| м. Київ                   | 595  | 381  |

## Мова
- 2001 — з 5917 чехів назвали рідною мовою чеську 1190 осіб (20,1 %), українську — 2503 (42,3 %), російську — 2144 (36,2 %)[4]
- 1989 — з 9122 чехів назвали рідною мовою чеську 3237 осіб (35,5 %), українську — 2797 (30,7 %), російську — 2957 (32,4 %), іншу — 131 (1,4 %)[5]
- 1970 — з 12073 чехів назвали рідною мовою чеську 4995 осіб (41,4 %), українську — 3601 (29,8 %), російську — 3255 (27,0 %), іншу — 222 (1,8 %)[6]

## Культура
З проголошенням незалежності України, чеські громади в різних регіонах розпочали створювати свої товариства. Так у 1992 році етнічні чехи Києва та Київської області об'єднались у товариство «Вишеград», назване за однойменним селищем Вишеград, Київської області, з якого походила більшість родин учасників. У 1993 році — засноване Кримське культурно-просвітницьке товариство чехів «Влтава». У 2000 році в Одесі було створено національно-культурне товариство «Чеська родина», яка об'єднала етнічних чехів. Створені культурні товариства чехів на Волині та Донбасі. Чеське товариство Донбасу об'єднало не тільки етнічних чехів Донецької області, а окремих людей, які проживають в інших областях України.